# Франсиско Гоја
Франсиско Хосе де Гоја и Лусијентес (шп. Francisco José de Goya y Lucientes; Фуендетодос, 30. март 1746 −  Бордо,  16. април 1828) био је шпански сликар, цртач и графичар. Сматра се најважнијим шпанским уметником крајем 18. и почетком 19. века, а током своје дугогодишње каријере био је коментатор и хроничар своје ере. Изузетно успешан током свог живота, Гоја се често назива и последњим међу старим мајсторима и првим међу модерним. Био је такође један од сјајних савремених портретиста. Његово дјело је огледало шпанске историје времена у којем је живио. Касније ће снажно утицати на уметнике 19. и 20. век. У серији графика под именом Ужаси рата (шп. Los desastres de la guerra, 1810—14), Гоја приказује ратне трагедије узроковане Наполеоновом инвазијом на Шпанију. Међу најпознатијим Гојиним сликама су Гола маха (шп. Maja desnuda) и Одјевена маха (шп. Maja vestida), обе из периода од 1800. до 1805. године (данас у Музеју Прадо у Мадриду). Заправо, оригинално име слика су Циганке (шп. Gitanas), јер су се под тим именом налазиле на списку Мануела Годоја, који је био њихов први власник. Име „маха” дугују Инквизицији, која их је тако назвала због смелости и дрскости које поседују. Шпанска реч maja (чита се: „маха”) колоквијални је појам који се у Гојино доба користио у Шпанији за жене нижег сталежа које су се понашале преслободно и провокативно.
Он је рођен у скромној породици 1746. године у селу Фуендетодос у Арагону. Гоја је студирао сликарство од своје четрнаесте године под Хозе Лузаном, а касније се преселио за Мадрид да студира код Антона Рафаела Менгса. Он је оженио Хосефу Бајеу 1773. године; њихов живот је био карактерисан скоро константном серијом трудноћа и побачаја, и само једним дететом, сином, који је доживео зрелост. Гоја је постао дворски сликар на шпанском двору 1786. године и та рана порција његове каријере је обележена портретима шпанске аристократије и краљевске породице, и рококо стилом таписеријских слика дизајнираних за краљевску палату.
Гоја је био уздржан, и мада су његова писма и списи сачувани, мало је познато о његовим мислима. Он је 1793. године претрпео озбиљну и недијагнозирану болест која га је оставила глувим. Болестан и разочаран, након 1793. године његов рад постаје прогресивно тамнији и песимистичнији. Његове касније штафелајске и зидне слике, отисци и цртежи изгледа да одражавају мрачну перспективу на личном, друштвеном и политичком нивоу, што је у супротности са његовом друштвеним успоном. Он је именован за директора Краљевске академије 1795, године кад је Мануел Годој направио неповољан уговор са Француском. Године 1799. Гоја је постао главни коморни сликар, што је у то време био највиши ранг шпанског дворског сликара. Током касних 1790-их он је по Годојевој наруџбини завршио своју слику Гола Маја, што је био изузетно смео приказ голотиње за то време, вероватно под утицајем Дијега Валаскеза. Године 1801. он је сликао Карлоса IV од Шпаније и његову породицу.
Године 1807 је Наполеон водио француску армију у Полуострвски рат против Шпаније. Гоја је остао у Мадриду током тог периода, што је дубоко утицало на њега. Иако није јавно изјашњавао своје мисли, то се може закључити из његове серије отисака Ужаси рата (који су објављени 35 година након његове смрти) и његових 1814 слика Другог маја 1808. и Трећег маја 1808. Други радови из његовог средишњег периода су Каприци и Лос диспаратес серије гравура, и широк спектар слика везаних за лудило, менталне институције, вештице, фантастична створења и религију и политичку корупцију, што све указује на то да се плашио како за судбину своје земље, тако и за сопствено ментално и физичко здравље.
Његов касни период кулминира са Црним сликама из 1819–1823, нанетим уљем на гипсане зидове његове куће Кинта дел Сордо (кућа глувог човека) где је, разочаран политичким и друштвеним развојем у Шпанији, живео у скоро потпуној изолацији. Гоја је на крају напустио Шпанију 1824. године да би се повукао у француски град Бордо, у пратњи његове много млађе слушкиње и сапутнице, Леокадије Вајс, која је можда била, или не, његова љубавница. Тамо је завршио своју Ла Тауромакија серију и бројна друга значајна платна. Након можданог удара који га је оставио парализованим на његовој десној страни, и испаштајући од ослабљеног вида и лоше доступности сликарског материјала, умро је, и био је сахрањен 16. априла 1828. године у својој 82. години. Његово тело је касније пренето у Шпанију.

## Рано умјетничко образовање и почеци каријере
Гојин отац, из сељачке породице, био је мали занатлија (златар). Када је напунио 13 година, отац га шаље у Сарагосу у радионицу сликара Хосе Лусана и Мартинеза. Тамо је млади Гоја упознао и свог каснијег зета Франсиска Бајеуа, који ће прије Гоје стећи признање у Мадриду. Већ у то вријеме долази до изражаја необуздана нарав Гојина. 
Дивља нарав младог Арагонца иживљавала се на забавама, пријемима и тучама. Када је Гоју након једног сукоба, гдје потекла и крв, инквизиција означила као главног кривца, он се тајно преселио из Сарагосе у Мадрид (1765) код свог старијег школског друга, који је у то вријеме постао учитељ сликарства. Гоја је у Мадриду први пут доживио Веласкеза и друге велике мајсторе. У писму свом пријатељу Запатеру са̑м каже да су му природа, Веласкез и Рембрант били једини учитељи у његовом животу. 
Хроника није записала шта је Гоја радио у Мадриду као млади сликар у те четири године, али је забиљежила читав низ ноћних љубавних авантура по мрачним мадридским улицама. Послије четврте године, Гоја је пронађен у једној слијепој улици са ножем у леђима, сав у крви. Пријатељи су га покупили, његова жилава природа је излијечила рану, али је Гоја морао да бјежи од власти. Намјеравао је преко мора у Италију. Како није имао средстава за пут, унајмио се у једну од квадриља (quadrilla), како би учествовао у кориди, с циљем да заради и некако стигне до било које луке. У тој школи бикобораца потписивао се као „Франсиско де лос Торос”. Тамо је уистину прошао кроз обуку за борца с биковима (тореадора), те је касније заиста био у стању да као стручњак гравира своју Тауромакију (Tauromaquia: циклус приказа борби с биковима). 
Исцрпљен и болестан нашао се у Риму (1769) без средстава. На срећу, једна старица се смиловала и помогла му. Опоравио се, али му се ћуд није промијенила; напротив, његове авантуре у Италији, према усменом предању, надмашиле су оне у Сарагоси и Мадриду. У једном од њих умало није завршио на вјешалима. Био је помилован, али је морао одмах да напусти Рим. Године 1771. поново је у Сарагоси. О његовом умјетничком раду током боравка у Италији нема другог свједочанства, осим писаног, да је добио признање Академије у Парми за слику Побједник Ханибал први пут гледа у Италију са врха Алпа (1771). Нема сумње да је тада Гоја будним оком посматрао све око себе, а посебно живот на улицама, трговима, поворкама и весељима, народне игре у дане карневала и вашара, једном рјечју, живописан и бујан живот Рима у то вријеме. Сигурно га је та жива представа свакидашњице привукла више од галерија, збирки и чувених умјетничких дјела старог Рима. 
Недуго по повратку у домовину, доказавши да фрескама може украсити велике зидне површине, предлаже картоне за фреско декорацију дијела катедрале Нуестра Сењора дел Пилар у Сарагоси, који су прихваћени. Тако је Гоја започео велике религиозне циклусе, не само у Сарагоси, већ и у оближњем манастиру Аула Деи на ријеци Ебру, гдје је у својој двадесет шестој години извео свој највећи циклус фресака са темама из Маријиног живота (1772–74). Тај манастир је страдао у грађанском рату (1808), а циклус фресака је скоро потпуно уништен; преостали фрагменти свједоче да је Гоја слиједио Тијеполове шеме и да се позни Гоја још увијек не јавља у овим циклусима, иако ово велико дјело за њега значи значајан преокрет. 
Истина, његова страствена нарав се није промијенила, али се Гоја, тај немирни авантуриста, страсно латио посла, откривајући управо фанатичну потребу за самим радом. Он се трансформише у динамичног радника који не оклијева ни пред каквим потешкоћама, како би постигао оно што су други сматрали недостижним. Тада је показао и жељу за сталоженијим животом; жени се сестром свог старијег школског друга из Сарагосе, Франсиска Бајеуа, који је у то вријеме већ постао члан Академије Сан Фернандо у Мадриду. У Праду се налазе два ремек-дјела из Гојине четкице, а то су портрети његовог зета и своје жене Хозефе; родила је Гоји двадесеторо дјеце (по једном извору, а седморо по другом), од које је остао један син који је касније отишао за својим старим оцем у емиграцију преко Пиринеја. У Хозефином лицу, Гојина мајсторска рука исписала је са психолошком вјерношћу тужну историју некада лијепе, пркосне и поносне патнице. 
Како се Гојин живот од најранијих времена кретао у сталним противрјечностима, тако се десио и његов изненадни успон до дворске наруџбине, коју му је повјерио тада познати класицистички сликар Антон Рафаел Менгс (1728–1779). Док је Менгс био у Мадриду, обновио је мануфактуру таписерија Св. Барбара, коју је по холандском узору основао  Филип V. Менгс је повјерио Гоји израду картона за таписерије које ће се користити за ловачки замак Ел Прадо, где је живио принц од Астурије (касније Карлос IV). У јесен 1776. поднио је први, а до зиме 1779. укупно 31 картон. Године 1788. извео је још 14 картона за Ескоријал, а 1791. још четири. Били су различите величине, прилагођени просторијама у Ел Праду и у Ескоријалу, које је требало да буду украшене тканим таписеријама. Јасно се види да каснији картони нису рађени са толико воље као први. Дио таписерије је нестао током ратних разарања, док је други дио и даље на свом мјесту. Свакако, Гојини картони су неупоредиво умјетнички вриједнији и важнији од изведених таписерија, јер ова ткања по свом извођењу заостају за намјерама и реализацијама картона. Разочаравају празнином и лоше примјењеним бојама, док картони — иако само назначени било бојом или структуром потеза четкице — показују да је управо у овим задацима настао сасвим оригиналан и посебан ликовни израз. 
Претходно је Гоја радио мале уљане скице за ове картоне, које по умјетничкој вриједности далеко надмашују саме таписерије, и несумњиво представљају најзначајнији дио Гојиног огромног опуса. Гоја је у овом циклусу по први пут тумачио не само нову тему шпанске свакодневнице улице, трга, свечаности, вашара и разних игара и забава, већ је ову тему сугестивно и темпераментно разрадио у драматичне сцене усред сценарија типичног шпанског пејзажа са таквом лакоћом и непосредношћу, да се чини да су та умјетничка блага израсла из саме стварности, да су изникла из самог тла земље, фантастична и сликовита, гола и пуста поред оаза бујног зеленила кроз које се у даљини назиру плаве планине. Осим тога, свака сцена је засићена нечим динамичним, чак демонским, било у покрету или груписању ликова или у контрастима силуета и њихових тоналних вредности. 
Ове карактеристике се сусрећу у овој серији скица и картона, било да приказују Љето, Зиму, Јесен, Кафанску тучу, Игру жмурке, Праље, Трку на штулама, Пар под сунцобраном, Грнчарски сајам, Напад разбојника, Игру са мушком лутком, Љуљачку (све у Мадриду, Прадо) или Први мај (Мадрид, Војвода Монтељано). Сви ови прикази несумњиво носе печат 18. вијека, неки од њих евоцирају сјећања на Антоана Ватоа и позне Млечане (Франческа Гвардија, Пјетра Лонгија, али је у њима домет дубљи и интерпретација, уз сву декоративност је вјернија, и зато дјелују сугестивније. 
Током рада на овим таписеријама, Гоја се истовремено бавио и краљевском халкографијом, гравирајући у бакру читав низ Веласкезових слика из краљевих збирки у Мадриду. Није стигао да их све направи; извео их је само 16, и то оних које су му биле најдраже. Овим преносом слика у бакрорез повезао се са најбољом традицијом шпанске умјетности. За њега је овај пренос Веласкезових дјела значио и учење и обогаћење. Са Веласкезових слика урезао је у бакар четири краљевска коњичка портрета, Дон Карлоса, Дон Хуана Аустријског, инфанте Фердинанде, Пијанице (Borachos), Езопа, Нину де Ваљекас, патуљка Приму, С. Мороа и Севиљског водоношу, као и Дворкиње (Las Meninas; на великом панелу, 47 × 36 цм). Све ове графике су изведене с пажњом, са мањим или већим модификацијама које је креирао Гојин незаменљиви рукопис, чиме су заиста постале оригинали, умјесто обичне копије. 
Својим картонима стекао је опште признање; шпанске жанровске сцене су га једним потезом учиниле најпопуларнијим сликаром цијелог Иберијског полуострва Краљ Карлос III позира за Гојин портрет 1779. године (Мадрид, Војвода Фернан-Нуњез), а умјетничка академија у Мадриду га именује за свог члана. Наруџбине стижу са свих страна и његова будућност је обезбјеђена.
Гоја је почео своје умјетничко образвање са Хосеом Лусаном и Мартинесом, локалним умјетником који је студирао у Напуљу. Врло брзо одлази у Мадрид да ради као помоћник дворског сликара Франсиска Бајеуа. У Рим одлази 1771. године како би наставио своје умјетничке студије, али се исте године враћа у Сарагосу, гдје добија прву значајнију наруџбу за израду фрески у локалној катедрали. На тим фрескама ради са прекидима сљедећих десетак година. Ове и друге религиозне слике из тог периода у Сарагоси карактерише барокни и рококо стил, тада предоминантан у Шпанији — резултат утицаја венецијанског сликара Ђованија Батисте Тијепола, који је живио и стварао у Мадриду посљедњих осам година свога живота. Године 1773. Гоја се оженио са сестром Франсиска Бајеуа.
Гојина каријера на двору почиње 1775. године, када слика серију од 60 прелиминарних студија, за Краљевску фабрику таписерије — Света Барбара (Real fabrica de tapices, Santa Barbara). Композиције, које Гоја ствара под надзором њемачког неокласицисте Антона Рафаела Менгса, рађене су на подлогама платана малих димензија, али и на картонима, а њихови мотиви су призори тадашњег живота, аристократских и народних догађаја и обичаја. Менгс је послије Тијеполове смрти постао умјетнички директор шпанског двора. У првим Гојиним дјелима за Краљевску фабрику таписерије утицај Тијеполовог декоративног стила се допуњава учењима Менгса, нарочито инсистирање на једноставности композиције. У онима које ради у наредном периоду примјећује се прогресивно удаљавање од умјетничких традиција које долазе изван Шпаније и развој властитог стила, као посљедица студија дјела сликара Дијега Веласкеза, која су се тада налазила у краљевској ризници. Гоја студира Веласкеза преко слободних копија његових дјела користећи се различитим техникама графике. Много касније, у својим списима биљежи: „Признајем само три мајстора: Веласкеза, Рембранта и поврх свега природу“. Рембрантове графике су за Гоју биле извор инспирације у његовим каснијим цртежима и графикама, док су му слике Веласкеза показале пут према студији природе и откриле тајне ликовног језика реализма.
Године 1780. Гоја је изабран за члана Краљевске академије Сан Фернандо у Мадриду. Као услов за приступ Академији, Гоја прилаже слику религиозне тематике, Христ на крсту (Cristo en la Crúz), конвенционалне и једноставне композиције под Менгсовим утицајем, али са натуралистичким третманом фигуре, који подсјећа на онај у Веласкезовој слици са истим именом и тематиком. Године 1785. постаје помоћник директора Академије (одсјек за сликарство), а већ наредне главни сликар краља Карлоса III. У деценији која слиједи слика многобројне портрете дворских чиновника и чланова шпанске аристократије, представљајући их у конвенционалним позама, карактеристичним за сликарство 18. вијека.

## Период под Карлосом IV
Смрћу Карлоса III 1788. године, неколико мјесеци прије Француске револуције, ближи се крају период просперитета и просвјетитељства у Шпанији, у којем је Гоја сазријевао као умјетник. Том периоду слиједи хришћански реакционизам, политичка и друштвена корупција, под управом краља Карлоса IV и његове краљице Марије Лујсе, а који ће се завршити Наполеоновом инвазијом на Шпанију. У таквим друштвено-политичким приликама, под Карлосом IV, Гоја ће постати сликар двора и стећи углед најцјењенијег и најуспјешнијег умјетника у Шпанији. Послије нагле болести 1792. године, остаје потпуно глув, без могућности опоравка слуха. У наредном периоду, његова умјетност задобија нови карактер, слободније експресије, подупријета његовим критичким умом и инстинктивним нагоном за ослобађање маште од конвенционализама. Године 1795. постаје директор Академије Сан Фернандо, али се, двије године касније, повлачи са тог положаја због проблема са здрављем. Први сликар краљевског двора постаје 1799. године. Иако је радо примао званична признања и свој успјех цијенио са великим ентузијазмом, оставља за собом врло упечатљив критички осврт на епоху и друштво у којем је живио.
У серији од 80 графика под именом Каприци (Los caprichos), објављеној први пут 1799. године, Гоја директно напада политичке, друштвене и религијске прилике и догме, користећи се тада популарном техником карикатуре, али обогаћујући је својим умјетничким квалитетима и несвакидашњом довитљивошћу. Његово мајсторско коришћење управо у то вријеме развијене технике акватинте, нарочито њених тоналних могућности, дају Каприцима драматичну виталност, због чега многи угледни историчари и критичари умјетности, сматрају Каприце највећим достигнућем у историји графике. Неколико мјесеци касније, Гоја постаје први сликар краљевског двора. Такође у то вријеме, бива под притиском и нападан од стране шпанске Инквизиције. Године 1803. шаље графике Каприца краљу, молећи у замјену пензију за свога сина.
Дела која Гоја ствара без поруџби мецена зраче необичном и несвакидашњом перспективом, фантазијом и инвентивношћу, док у онима која ствара за мецене остаје вјеран традиционалним канонима. У декорационим фрескама цркве Сан Антонио де ла Флорида у Мадриду, Гоја одржава везу са традицијом Тијепола, али намеће своју ликовну одважност, слободу егзекуције и експресивни реализам, приликом обраде тада популарних религиозних и секуларних фигура. У многобројним портретима пријатеља и дворских чиновника, комбинује технику одважног и слободног приступа композицији, са посебним наглашавањем карактера портретираног лика.

## Гоја и Кајетана да Силва
Кајетана де Силва не само да је била најбогатија жена Шпаније него и једна од неминовно најлепших. Важила је за размажену, егоцентричну и провокативну жену, али, како је једном приликом забележено, „кад би она пролазила улицом, сви људи би потрчали на прозор и задивљено је гледали”. Сигурно је да је Гоја и пре сусрета са овом интригантном дамом знао све приче које су кружиле о њој и њеној лепоти, међутим упознао се са њом сасвим ненадано, када му је ненајављена 1795. године упала у атеље захтевајући да наслика њен портрет.

И не само то, незадовољна својим тренутним изгледом, замолила је великог сликара да је нашминка. Након овог неочекиваног доживљаја, писао је свом пријатељу овако:
„Девојка из Албе која је јуче дошла у студио тражила ми је да је пре сликања нашминкам; без сумње сам у томе уживао више него у самом сликању, али резултат је њен портрет у природној величини, који и даље имам код себе.”
Заиста, плод овог сусрета био је чувени портрет „Бела војвоткиња”, који је Гоја неко време љубоморно чувао од јавности и непрестано дорађивао. Коначна верзија ове слике приказује војвоткињу у отменој белој хаљини обрубљеној златним концем, као по последњој француској моди оног времена, али такође отвара и једну мистериозну причу о повезаности ове даме и њеног, сада личног, сликара. Наиме, на овом портрету Кајетана де Силва има испитивачки усмерен поглед ка посматрачу слике и изазивачки показује кажипрстом на песак испред себе, у ком је танко исписан Гојин потпис.
Задовољна првим портретом, војвоткиња Кајетана упослила је Гоју као свог личног сликара. Гоја је често долазио да слика њеног мужа и њу, међутим, када је војвоткињин муж умро 1796. године, Гоја се окренуо само њој. У намери да јој пружи заштиту од јавности која је већ на сва уста разглашавала вест о новопеченој удовици, Гоја је предложио Кајетани да побегне у градић Кадиз у андалузијској регији. Да не би била сама, војвоткиња је замолила Гоју да пође са њом и овај позив био је увертира у најплодоноснији и, истовремено, најинтригантнији период Гојиног стваралаштва. Иако не постоје никакви јасни докази о љубавној вези између сликара и младе војвоткиње, сама чињеница да је тада ожењени Гоја сам проводио време са најлепшом женом Шпаније довољна је да отвори многа питања и спекулације. Најуспелији Кајетанин портрет из овог периода био је свакако „Војвоткиња од Албе у жалости” или једноставно „Црна војвоткиња”, као пандан „Белој војвоткињи”, насталој две године раније.
Али, податак да је Гоја држао овај портрет у свом власништву скоро 15 година сведочи о томе да је ипак крио понеку тајну о њиховом односу. Сви Кајетанини портрети били су рађени на идиличној и романтичној андалузијској обали, Гојино име исписано је под њеним ногама и баш на њеном прстену (јасном симболу венчања)… Према томе, постоје основани разлози сумње у то да ли је међу њима било љубави, и ако јесте, да ли је била само платонска.
Недуго након повратка из свог сигурног склоништа, Кајетана де Силва је умрла. Разлог смрти: туберкулоза. Ова дијагноза звучала је готово невероватно, с обзиром на то да је војвоткиња дуже време била апсолутно скривена у средишту шпанске природе и живела мирно и изоловано.
Управо због овога, посумњало се да је младу војвоткињу заправо отровала шпанска краљица Марија Луиза. Постоји више разлога за ово мишљење.
Најпре, војвоткиња од Албе требало је директно да наследи краљицу Марију на трону шпанске државе. Затим, краљица је сигурно била љубоморна на Кајетану што је њеном мужу и њој малтене преотела дворског сликара, који је годинама био концентрисан искључиво на сликање њених портрета.
Напослетку, Марија Луиза била је у тајној афери са шпанским премијером Мануелом Годојем, који је од Гоје наручио портрет своје жене Пепите Тудо, чувену слику „Гола Маја”, али је на слици јасно уочљиво да лице насликане девојке не припада ником другом до војвоткињи Кајетани.
Како је један од првих актова шпанске уметности наишао на скандалозне реакције публике, Гоја је замало осуђен и морао је да наслика још једну – углађенију верзију слике, која је и даље крила израз лица незаборавне војвоткиње од Албе. Било да је веза између Кајетане и Гоје била стварна или само наслућивана, евидентно је да је њена смрт на великог уметника оставила дубоког трага, јер је од тог догађаја почео да слика све мрачније теме, а живот је, како је и познато, завршио у својој „Црној соби”, облепљеној депресивним сликама, у које је улио и последњу кап свог очаја.
Овај однос је такође приказан у филму The Naked Maja.

## Наполеонова инвазија на Шпанију
Године 1808, када је Гоја био на врхунцу своје каријере, Карлос IV и његов син Фернандо бивају приморани на абдикацију у процесу присилне сукцесије. Наполеонова војска улази у Шпанију, а Наполеонов брат Жозеф бива постављен на шпански престо. Гоја задржава своју позицију сликара краљевског двора и током рата слика портрете шпанских, али и француских генерала. Преко серије графика под именом Ужаси рата (први пут се објављују више од пола вијека касније, 1863), Гоја преноси своје реакције на ужасе и трагичне ратне посљедице. Користећи се графичким техникама бакрописа, суве игле и акватинте, представља насилничке сцене и догађаје у драматичним композицијама, намјерно истичући упечатљиве и бруталне детаље, али одбацујући документарни реализам.
Гојин физички и ментални слом, изгледа да се догодио неколико недеља након француског проглашења рата са Шпанијом. Један савременик је известио, „Звукови у глави и глувоћа се не побољшавају, али његова визија је много боља и он је повратио контролу над својом равнотежом.” Ови симптоми могу указивати на продужени вирусни енцефалитис, или евентуално на низ минијатурних капи услед високог крвног притиска а који су утицали на центре слуха и равнотеже у мозгу. Тријада тинитуса, епизоде балансног поремећаја, и прогресивна глувоћа су исто тако типични за Менијерову болест. Могуће је да је Гоја патио од кумулативног тровања оловом, пошто је он користио велике количине оловне беле боје — коју је сам припремао — у својим сликама, као подлогу за платно и као примарну боју.
Друге посмртни дијагностичке процене указују на параноидну деменцију, могуће због непознате трауме мозга, што се показало значајним променама у његовом раду након његовог опоравка. Све више параноичне особине су забележене у сликама после болести, које су кулминирале у „црним” сликама, од којих је Сатурн прождире његове синове најбоље позната. Историчари уметности приметили су Гојину јединствену способност да изрази своје личне демоне као стравичне и фантастичне слике које говоре универзално, и омогућава публици да пронађе своју катарзу на сликама.

## Рестаурација и повратак Фернанда VII на шпански престо
Послије рестаурације Фернанда VII, 1814. године, и послије протјеривања француске војске, помилован је због службе француском краљу и враћен на мјесто краљевског дворског сликара. У овом периоду слика: 2. мај 1808, Погубљење бранилаца Мадрида и 3. мај 1808. Погубљење бранилаца Мадрида је комеморација народном устанку у Мадриду.
Као и серија графика Ужаси рата, ово су такође композиције драматичног реализма а монументална платна на којима су сликане, чине их још упечатљивијим.
Њихов готово импресионистички стил касније ће утицати на француске сликаре 19. вијека, нарочито на Манеа, који ће се инспирисати композицијом 3. мај за једну од својих композиција. У серији портрета Фернанда VII, сликаних послије рестаурације, Гоја евоцира упечатљив карактер његове окрутне и тиранске личности. У то вријеме слика још неколико серија портрета званичника и аристократа, али се нарочито истичу портрети његових пријатеља (због свог романтичног и субјективног карактера), као и серија аутопортрета које ће насликати 1815. године. Религиозне композиције из тог доба, као што су „Агонија у врту” и „Посљедња екскомуникација Светог Јозефа од Каласанза” (1819), сугестивније су и искреније у односу на његове ране црквене слике. Енигматична серија под именом „Црне слике”, такође позната под именом Кинта дел Сордо (1820—1823, данас у Музеју Прадо), којом декорише зидове своје куће, као и серије графика под именом Пословице (шп. Los proverbios) и Бесмислице (шп. Los disparates), с друге стране, представљају визије из ноћних мора у експресионистичком стилу, са добром дозом цинизма, песимизма и очаја.

## Гојино стваралаштво

### Пропаст идеализма
Упркос свим разликама, класицисти и роматничари су дијелили једно основно увјерење: живот и свијет су сматрали мистеријом која се може истражити да би се открио разлог људског постојања. Ни једни ни други нису сумњали у претпоставку да смо овдје с разлогом, да је наша егзистенција оправдана и да има смисла. Обе струје су сматрале да је природа — сви различити видови живота и свијета — „вокабулар”, како ју је назвао Делакроа, који се може искористи за ово испитивање и рјешење мистерије. Било да је класициста или романтичар, идеалиста претпоставља да изнад  свих сукоба и противрјечности, свих нејасноћа и збрка живота стоји хармонија, кроз коју човјек може да разумије своје постојање. Силе којима је окружен као и оне унутар њега, наизглед у сукобу, не могу бити случајне, већ воде ка једном смисленом поретку свијета. Свакако, све мора да буде дио једног универзалног плана у оквиру којег се крећемо са неком сврхом и очекујемо награду, награду која задовољава људску чежњу да буде више од простог организма који се рађа, пати и умире. 
Класицизам је настојао да разјасни ову мистерију интелектуализацијом људског искуства. Романтичар је тражио своју суштину у најдвосмисленијој области „душе” и био је спреман чак и да пати у животу, увјерен да емоционално искуство садржи одговор који сви траже. Али коначно — и ово је кључно — и класицизам и романтизам су били идеалистички правци и одбијали су да прихвате свијет онакав какав јесте, на крају га одбацујући, гурајући животно искуство у своје срачунате и једнако произвољне калупе, упркос поновљеним доказима да никада неће моћи да укалупе више од једног сићушног дијела свијета. До средине 19. вијека, двадесет пет година након Давидове смрти и деценију прије смрти Делакроа и Енгра, сликари су се разочарали у идеализам оба облика и нагињали према реализму, који ће, у различитим облицима, доминирати сликарством до краја вијека. У међувремену, овај покрет је предвидио један од највећих и најпесимистичнијих сликара свих времена, Шпанац Франсиско Гоја. 

### Гоја и његов свијет
Гоја је био Давидов савременик скоро истих година, рођен двије године прије мајстора класицизма а умро је три године касније. Међутим, још у младости је одбацио класицизам својих учитеља и никада није био под утицајем романтизма који се развио у Француској. У старости, Гоја је посјетио Париз и говорило се да је похвалио дјело младог Делакроа. Али могао је да се увјери да жестина његовог властитог дјела — његова емоционална боја и драматична снага — не само да надмашује ону овог педесет три године млађег Француза, већ да је његова умјетност, Гојина, настала из ватреног животног искуства које јој је дало виталност поред које је Делакроа био тек теоријска демонстрација. 
Због ватрености и драматичне снаге, Гоју се често назива сликаром романтичарем. Будући да се тако често бави хорором и фантастичним, може изгледати као сликар свијета маштовитог емоционализма, у којем живи нека врста романтичара. Али Гоја је био реалиста јер је видио свијет без илузија. Ниједан други сликар га није видио више лишеног милосрђа, разума или осјећања, интелекта или душе. Чак и када су његове визије најмонструозније, чак и када је највише огорчен оним што види и то с највећом силовитошћу биљежи, Гоја је реалиста у основном смислу: он види свијет око себе онаквим какав јесте и прихвата његово постојање као непромјенљиву чињеницу. Свијет који је Гоја видио није био свијет који би он могао да одобри; али није очекивао да може да га промијени, нити да у њему открије скривени класицистички поредак, још мање романтичарску увјереност о његовом коначном, мада неодгонетљивом значењу. 
Околности које су окруживале Гоју у његовом свакодневном животу као Шпанца нису нудиле никакву врсту хране за идеализам. Док је Давид синтетизовао умјетност у прославу разума, подстакнут француским филозофима који су разум славили као божанство, Гоја је радио на двору Шпаније, окружен групом људских чудовишта ненадмашних у глупости, окрутности, незнању, похлепи и корупцији, у земљи која је била практично интелектуално инертна, са становништвом брутализованим сиромаштвом, нетрпељивошћу и опресијом. Националне карактеристике Шпаније укључивале су каталог свих зала и биједе, а Гојино посматрање свијета није му дало разлога да вјерује да је сан о разуму филозофа из 18. вијека произвео ишта осим чудовишта. Он је то изразио у гравири која приказује студента који спава на својим књигама док је ваздух око њега испуњен совама и слијепим мишевима. Гравира је добила различите интерпретације, али свако тумачење мора прихватити њену премису о тријумфу ноћне море. Човјекова неспособност да промисли свој пут ка разумној људској егзистенцији огледа се у другој гравири, у којој филозоф или учитељ напамет понавља фразе знања пред публиком која је глува, нијема и слијепа за било коју врсту мишљења. Читава сцена се одвија на трулој грани која ће ускоро пући и све гурнути у провалију које они нису ни свјесни. 
Изненађујуће је да је човјек попут Гоје изникао из таквог свијета. Свом сељачком поријеклу дуговао је физичку снагу, а самим тим и своју интелектуалну отпорност, која би била атрофирана и покварена да је одрастао у свијету у који је ушао касније. Овом свијету, свијету његових покровитеља, двору и круговима који су га окруживали, дуговао је своју егзистенцију, могућност да слика и, коначно, своју славу, али никада није ни за тренутак попустио у свом презиру према овом свијету. Гоја није био способан за ону врсту ласкања коју је показао Давид када је насликао Наполеонову царицу која се у то вријеме распадала као младу дјевојку. На срећу, ласкање се од њега никада није тражило. Његови портрети краљевске породице су изразито ружни, одвратни, осредњи или, у најбољем случају, патетични ликови. Што су ови портрети прихваћани и што је добио налог да их понови довољан је доказ да су портретирани били глупи као што их је он насликао, толико самозадовољни да су се дивили сопственим сликама, а да не виде одвратно откровење испод насликаних одсјаја. 
Породица Карлоса IV приказује групу помпезних чудовишта, умотаних у сомот и свилу и преплављених драгуљима. Слика је популарно названа приказом „трговца с његовом породицом који су управо добили на Великој лутрији”, што је оштра увреда за трговце и њихове породице, али великодушан комплимент за краља Шпаније и његову породицу. У првом плану са десне стране је монарх, груди и стомак су му пуни одликовања. Довољан је кратки поглед да поткријепи причу која каже да је током дана свог министра, зликовца Мануела Годоја, питао „како ствари стоје” и, не чекајући одговор, прекидао своју дужност владара једног народа на двадесет четири сата. Његова гротескна краљица стоји у центру, грли своју ћерку и држи сина за руку са довољно неспретности да се види да су јој мајчински гестови били непознати. Претпоставља се да је отац ове дјеце сâм Мануел Годој, чије су дужности на двору превазилазиле уобичајене министарске. Ова краљица, Марија Луиса од Парме, такође је уступила обављање својих послова једном повременом слуги. Било је окрутнијих жена у историји, али су то биле жене веће интелигенције и, самим тим, способне за већу инвентивност од ове. У првом плану лијево је Фердинанд, пријестолонасљедник, чији лик изгледа потпуно празно. Иза њега се види лице вјештице, краљеве сестре. Само млади пар са крајње десне стране изгледа нормално. Гоја је саосјећајно прикрио деформитет кичме са којим је рођена ова краљева ћерка, преводећи га у искривљено држање јер у наручју носи своје дијете. Њен млади муж је такође приказан као људско биће. Али дјеци са обе стране краљице недостаје невиност. Дјечак крутог лица личи на свог оца — не на краља Карлоса — а дјевојчица је већ ехо своје мајке. Иза ове колекције, готово скривен дубоком сјенком, крајње лијево, Гоја који ради на слици. 
У Гојиној умјетности, презир према људима око њега проширује се на ужас од човјечанства. У својим портретима дјеце он је ближи услужности, али чак и овдје, као у портрету дјечака Дон Мануел Осорио де Суњига, чистоћа и невиност се могу посматрати само као храна за корупцију. Из сјенки иза шармантне слике дјечака сијају очи мачака које чекају да прогутају крхку птицу. 
Гојине младе жене су ватрена и лијепа створења, али без њежности, и воли да их приказује насупрот фигурама застрашујућих старица. На први поглед, овај контраст нас подсјећа да су младост и љепота пролазне, али је још наглашенија потврда да је људски дух не само подложан корупцији, већ је очигледно, у Гојином размишљању, немоћан да јој се одупре. „Јесам ли ово ја?” нам говори да вријеме не чини да човјек сазрије у мудрости, већ га трули и вене, доводећи га до безумља и зла. За Гоју, зло је коначна стварност; насиље и деградација су судбина човјека. Сматрајући ове истине очигледним, он их никада не одобрава, али једва да протестује против њих. Приказује их као одвратне, али никада не сугерише могућност да их се побољша или исправи. „И ништа се ту не може учинити” наслов је још једне његове гравире, која припада серији која представља ужасну окрутност каква је икада забиљежена у било ком медију: Гојини Ужаси рата.
Између 1808. и 1814. Гоја је био свједок Наполеонових инвазија на Шпанију, герилског рата који је услиједио, глади 1812, њених посљедица, и повратка инквизиције под владавином Фердинанда VII. Чак и ако се прихвате различите тачке гледишта Француза и Шпанца о Наполеону, мора се признати да контраст између третмана Наполеонове легенде у француском сликарству и Гојиног посматрања страшне чињенице представља легитиман, иако екстреман, примјер разлике између романтичног или класичног идеализма и реализма. Нема славе у Гојином рату, нема величине у побједи нити великих емоција у поразу; постоји само силовање, убијање и сакаћење. Његова тема је људска бестијалност. Жртве су потиснуте у други план, иза силоватеља, кољача и крвника; ужаснути смо починиоцима, али имамо мало саосјећања за жртве онако како их Гоја приказује, чију агонију, колико год страшну, морамо прихватити као непоправљиво људско стање. 
У таквом свијету стварност се граничи са ноћном мором. Ако се Гоју назове реалистом, мора се рећи и да је створио неке од најфантастичнијих визија у историји умјетности. Ужаси рата су реалистични и у одабраним стварностима и у свом приказу, колико год је жалосно што свијет нуди материјал за овај реализам. Скуп графика названих Каприци је фантазија, али њихови коментари похлепе, сујеверја, глупости, нетолеранције, среброљубља и равнодушности су коментари о човјеку као друштвеном бићу са дужностима за које се мора сматрати одговорним, што је основни концепт реалистичке умјетности. Каприци су друштвени коментари у смислу гротескног, монструозног и халуцинаторног. У другим Гојиним дјелима, халуцинација превазилази коментар и постаје симболична осуда свег човјечанства, као у страшном „Сатурну који прождире своју дјецу”. Ови морбидитети су Гојин одговор на романтични сан племенитих страсти, и умјесто олимпских богова класициста, он показује застрашујућег Колоса, величанствену и бруталну фигуру која наш свијет чини патуљастим и која влада универзумом, мислећи о њему без разумијевања.

### Гојина изолација
Нека од најпроницљивијих запажања људске сујете и покварености дали су сликари или писци који су се слободно кретали унутар одређеног свијета у ком су били прихваћени, али су унутар њега остали издвојени због неке околности. Ови људи задржавају слободу да посматрају са објективношћу аутсајдера, али са интимним приступом свом материјалу. Гоја је био један од њих. Као званични дворски сликар, био је блиско повезан са аристократским свијетом. Његова љубавница била је војвоткиња од Албе, која је сматрана најљепшом женом у Шпанији и, по свему судећи, толико заносна да јој се опраштају многе замјерке који би се упутиле једноставнијој жени. Између ње и Гоје се развила права љубавна прича, достојна најбољих романтичарских филмова двадесетог вијека, међутим, упркос војвоткињином високом друштвеном положају, није била толико дио Гојиног ангажовања у свијету богатства и друштвеног положаја, већ прије наставак његове младалачке ватрености као сликара, радника у мадридском свијету корида, односно арене борби с биковима. Сам Гоја је био аматерски тореадор и, према легенди, међу бољима. Касније је направио серију гравира, Тауромахија, о овом спорту или умјетности убијања. Овдје, као и на својим сликама урбаног живота, шетача, просјака и разних других уличара, он се историјски афирмише као реалиста који проналази материјал у животу око себе и коментарише га савременим терминима, без позивања на древне богове и хероје или егзотична или живописна мјеста или обичаје. Ако урбани живот који је сликао има егзотичан укус за данашње око, он га свакако није имао за Гоју.  
Гојино повлачење из активног друштвеног живота — иначе, из живота уопште — духовно повлачење које га је учинило фигуром која се кретала међу људима, али их је посматрала из позадине, била је посљедица тешке болести која га је након опоравка оставила потпуно глувим, у доби од четрдесет шест година. Сваки елемент његовог темперамента који га је предиспонирао на размишљање о људској лудости сада је био преувеличан. Изолација изазвана његовом глувоћом такође се поклопила са његовим званичним признањем и његовим све већим контактом са свијетом краљевског двора. Гоја је постао дворски сликар у доба владавине Карлоса III 1786. године, а у краљевог сликара га је 1789. године унаприједио Карлос IV, у вријеме када је наизглед проучавао либералне идеје француских енциклопедиста, популарне међу тадашњим шпанским интелектуалцима. Овај период релативног оптимизма завршио се његовом болешћу 1792., и глувоћом 1793. године. Предсједник Краљевске шпанске академије постао је 1795., а први сликар самог краља 1799. године. 
Ране године глувоће и изолације довеле су до Каприца, серије од осамдесет акватинти која се појавила у јавности 1797. а званично објављена двије године касније. „Сан разума производи чудовишта” била је њихова прва плоча и тема. У Каприцима, неразуман човјек побјеђује себе и мучи своје ближње својом суровошћу, недостојношћу и глупошћу. Гојин образац песимизма је успостављен, и од ове тачке, околности настављају да увећавају његову парадоксалну комбинацију жестине и отуђености. Године 1802. умрла је војвоткиња од Албе. Гоја је тада имао педесет шест година. Био је свједок Наполеонових инвазија и устанака у Мадриду прије смрти своје жене, а десет година послије смрти његове војвоткиње. Тридесет шест година је био у браку са Хозефом Бајеу, сестром сликара са којом је дијелио блиско пријатељство у младости. Хосефа је била посвећена и одана жена која му је родила двадесеторо дјеце, од којих је већина рано умирала. 
Гоја је тада био толико изолован од људског контакта и толико огорчен да је напустио Мадрид да би се повукао у своју сеоску кућу, „кућу глувог човјека” (Quinta del Sordo). То се догодило око 1814. године. Тада је имао шездесет осам година, али је и даље био човјек невјероватне снаге. Гравирао је Тауромахију, серију од четрдесет великих гравира које причају причу о кориди и њеним херојима, а до 1819, са седамдесет три године, произвео је још једну серију од двадесет два бакрописа и акватинте, названу Бесмислице, и завршио серију Ужаси рата, која је из политичких разлога објављена тек 1863. године, дуго послије његове смрти. Бесмислице су Гојине најфантастичније графике и, на много начина, најфилозофскије; То су гротескне алегорије чије тумачење Гоја оставља на вољу посматрача. Прецизно тумачење није увијек могуће, али као сажетак свих Гојиних ранијих радова, значење Бесмислица је сасвим јасно и застрашујуће. 
Гојино најдубље и најгорче искуство је овдје преточено у фантазије ужаса, огорчења и очаја. У свом првом издању, Академија им је, збуњена и без сумње уплашена, дала наслов Пословице. Наслов је дијелом прикладан, јер пословица изражава темељну и трајну идеју о људском животу, прерушену у хумор или гротеску, али истовремено није, јер пословице произилазе из искуства једног народа, а Бесмислице су Гојино сопствено дјело, његово властито искуство живота. Гоја је поновио теме на муралима на зидовима своје куће Кинта дел сордо. Ова сеоска кућа је постала кутак Гојиног пакла који је пресађен из града у шпанско село.

### Гојине иновације
Први утицаји на Гоју као сликара били су контрадикторни, а он се супротстављао и једном и другом. Шпанија је читав вијек зависила од умјетника странаца, а Гоја је најприје био изложен рококо облицима позајмљеним од разних италијанских мајстора, врсти сликарства која је инспирисала умјетност Рафаела Менгса, неокласичара изузетне сувоће, са којим је једно вријеме сарађивао. Гоја је на први поглед одбацио класицизам, али када су Менгс и Франсиско Бајеу искористили свој утицај да му обезбједе мјесто у Краљевској фабрици таписерија у Мадриду 1776. године, произвео је серију живописних декоративних слика које стоје у рангу са сликама Италијана из 18. вијека чију традицију слиједе. Али чак и док Гоја слика у оквиру рококо традиције лакоће и шарма, злокобне импликације крију се испод вјештачке веселости. Веселе девојке које завијају лутку у ћебе у картону Игра с крпеном лутком су младе вјештице. Ако је њихова жртва само марионета, то је зато што су још увијек почетнице. Касније ће крпену лутку замијенити људском лешином. Ова журка у парку је само проба.

### Опште
- Laurent Matheron, Goya (1858), прва монографија (на француском) о Гоји, посвећена Ежену Делакроа; садржи занимљиве податке о умјетниковим посљедњим годинама у Бордоу.
- Francisco Zapater y Gómez, Goya. Noticias biográficas (1868; ново изд., 1924), садржи важне биографске биљешке које је начинио син Гојиног блиског пријатеља, Мартина Запатера, са исјечцима њихове кореспонденције.
- Conde de la Viñaza, Goya: su tiempo, su vida, sus obras (1887), студија Гоје и његовог времена, укључује многе документе и каталог raisonné.
- F.J. Sánchez Cantón, The Life and Works of Goya (1964; изворно објављено на шпанском, 1951), добро документовано опште истраживање Гојиног живота и његових главних дјела.
- F.D. Klingender, Goya in the Democratic Tradition, 2 изд. (1968), пружа стимулативно, иако пристрасно, проучавање умјетника у односу на његово политичко и друштвено поријекло, које је обрађено прилично детаљно.
- Pierre Gassier and Juliet Wilson, The Life and Complete Work of Francisco Goya, 2 изд., уредио François Lachenal (1981; изворно објављено на француском, 1970), од великог значаја као свеобухватна монографија о Гоји, даје ауторитативан приказ његовог живота и каријере, са каталогом и репродукцијама свих његових познатих слика, цртежа и графика и детаљним библиографским изворима.
- Anthony H. Hull, Goya: Man Among Kings (1987);
- Jeannine Baticle, Goya, Painter of Terrible Splendor (1994; изворно на француском, 1986);
- Janis A. Tomlinson, Francisco Goya y Lucientes, 1746–1828 (1994);
- Julia Blackburn, Old Man Goya (2002);
- Robert Hughes, Goya (2003);
- Evan S. Connell, Francisco Goya (2004);
- Dagmar Feghelm, I, Goya (2004; изворно на њемачком, 2004).
- Rose-Marie Hegen, Francisco Goya, 1746–1828: On the Threshold of Modernity (2012)

### Сликарство
- Valentín de Sambricio, Tapices de Goya (1946), обухватно дјело о Гојиним картонима за таписерије, са свим релевантним документима и репродукцијама свих слика;
- Enrique Lafuente Ferrari, The Frescos in San Antonio de la Florida in Madrid (енгл. прев. 1955), историјска и критичка студија фресака, илустрована у боји;
- F.J. Sánchez Cantón, Goya and the Black Paintings, са додатком Xavier de Salas (1964), одлично документована анализа Гојине каријере са детаљном студијом његових „црних слика” и историјом „куће глувог човјека” (Quinta del Sordo) са детањним илустрацијама у боји;
- Josep Gudiol i Ricart, Goya: Biography, Analytical Study, and Catalogue of His Paintings (енгл. прев. 1971), детаљна студија Гојиног живота са критичким каталогом репродукција његових слика.

### Цртежи и графика
- F.J. Sánchez Cantón, Los dibujos de Goya, 2 тома (1954), каталог са репродукцијама Гојиних цртежау Праду; и Los Caprichos de Goya y sus dibujos preparatorios (1949), добро илустрована студија гравира и њихових припремних цртежа;
- José López-Rey, A Cycle of Goya’s Drawings: The Expression of Truth and Liberty (1956), интерпретација цртежа у свјетлу социјалне и политичке позадине у вријеме либералне борбе у Шпанији након пораза Наполеона; и Goya’s Caprichos: Beauty, Reason and Caricature, 2 тома (1953), интерпретативна студија Каприца са илустрованим каталогом гравира и њиховим припремним цртежима;
- Enrique Lafuente Ferrari, Los desastres de la guerra de Goya y sus dibujos preparatorios (1952) илустрована студија гравира и њихових припремних цртеж;
- José Camón Aznar, “Los Disparates” de Goya y sus dibujos preparatorios (1951), илустрована студија гравира и њихових припремних цртежа;
- Tomás Harris, Goya: Engravings and Lithographs, 2 тома (1964), најважнија и најобухватнија студија о теми, укључује студију Гојиних техника и метода продукције и комплетан илустровани каталог са критичком и описном анализом сваког дјела, од припремних цртежа до пробних и свих објављених отисака; и Drawings: The Complete Albums (1973).

### Друго
- Alfonso E. Pérez Sánchez и Eleonor A. Sayre, Goya and the Spirit of Enlightenment (1989), Museum of Fine Arts, Boston, опширан каталог и детаљна студија Гојиног дјела у односу на његово вријеме у сарадњи три музеја, Музеја лијепих умјетности у Бостону, Музеја Метрополитен у Њујурку и Музеја Прадо у Мадриду
- Williams, Paul (2011). The Psychoanalytic Therapy of Severe Disturbance. Karnac Books. стр. 238. ISBN 978-1-78049-298-8.
- Hollandsworth, James G. (1990). The Physiology of Psychological Disorders: Schizophrenia, Depression, Anxiety and Substance Abuse. Springer. стр. 3—4. ISBN 978-0-306-43353-5.
- Petra ten-Doesschate Chu; Dixon, Laurinda S. (2008). Twenty-first-century Perspectives on Nineteenth-century Art: Essays in Honor of Gabriel P. Weisberg. Associated University Presse. стр. 127. ISBN 978-0-87413-011-9.
- Gedo, Mary Mathews (1985). Psychoanalytic Perspectives on Art: PPA. Analytic Press. стр. 82. ISBN 978-0-88163-030-5.
- Hustvedt, Siri (2006). Mysteries of the Rectangle: Essays on Painting. Princeton Architectural Press. стр. 63. ISBN 978-1-56898-618-0.
- Gombrich, E. H. Historia del Arte (The Story of Art - изворни наслов на енглеском) Phaidon Press Limited, 1950, 1958, 1960, 1966, 1972, 1978, 1984, 1989. 1995.  978-84-8306-044-5.
- F.J. Sánchez Cantón, Vida y obras de Goya (1951)
- Pintura Española de El Greco a Picasso: el tiempo, la verdad y la historia, T. F. Editores, Madrid -. 2006.  978-84-96209-75-6.
- Baticle, Jeannine (1994). Goya, painter of terrible splendour. New York: Harry N. Abrams.
- Buchholz, Elke Linda (1999). Francisco de Goya. Cologne: Könemann. ISBN 978-3-8290-2930-8.
- Ciofalo, John J. (2002). The Self-Portraits of Francisco Goya. Cambridge University Press.
- Connell, Evan S. (2004). Francisco Goya: A Life. New York: Counterpoint. ISBN 978-1-58243-307-3.
- Eitner, Lorenz (1997). An Outline of 19th Century European Painting. New York: Harper & Row. ISBN 978-0-0643-2977-4.
- Gassier, Pierre (1955). Goya: A Biographical and Critical Study. New York: Skira.
- Gassier, Piere and Juliet Wilson (1971). The Life and Complete Work of Francisco Goya.. New York
- Glendinning, Nigel (1977). Goya and Hhis Critics.. New Haven
- Glendinning, Nigel. „The Strange Translation of Goya's Black Paintings”. The Burlington Magazine. 117 (868)., 1975
- Hagen, Rose-Marie; Hagen, Rainer (1999). Francisco Goya, 1746–1828. London: Taschen. ISBN 978-3-8228-1823-7.
- Havard, Robert (јул 2005). „Goya's House Revisited: Why a Deaf Man Painted his Walls Black”. Bulletin of Spanish Studies. 82 (5).
- Hughes, Robert (2004). Goya. New York: Alfred A. Knopf. ISBN 978-0-394-58028-9.
- Junquera, Juan José (2008). The Black Paintings of Goya. London: Scala Publishers. ISBN 978-1-85759-273-3.
- Licht, Fred S (1973). Goya in Perspective.. New York
- Licht, Fred (1979). Goya: The Origins of the Modern Temper in Art. Universe Books. ISBN 978-0-87663-294-9.
- Litroy, Jo (2013). Jusqu'à la mort. Paris: Editions du Masque. ISBN 978-2702440193.
- Symmons, Sarah (2004). Goya: A Life in Letters. Pimlico. ISBN 978-0-7126-0679-0.
- Tomlinson, Janis (1994). Francisco Goya y Lucientes 1746–1828. London: Phaidon. ISBN 978-0-7148-3844-1.
- Tomlinson, Janis. „Burn It, Hide It, Flaunt It: Goya's Majas and the Censorial Mind”. The Art Journal. 50 (4)., 1991